# Hannah Montana (musikalbum)
Hannah Montana är det första soundtracket från Disney Channel originalserien Hannah Montana. Albumet släpptes den 24 oktober 2006 av Walt Disney Records. De första åtta sångerna på albumet är framförda av Miley Cyrus som hennes karaktär Hannah Montana. Den innehåller även ytterligare fyra sånger av andra artister, samt ännu en sång som är framförd av Cyrus (inte som Hannah Montana) och hennes far, Billy Ray Cyrus. Soundtracket var det åttonde bäst säljande albumet från 2006 i USA, med nästintill två miljoner sålda kopior det året. Albumet har sålt över 3,7 miljoner kopior i endast USA och över 4,5 miljoner globalt.
Albumet debuterade som #1 på Billboard 200, och återstod där i två veckor. Åtta sånger från albumet har listplacerats på Billboard Hot 100, inkluderande signaturmelodin "The Best of Both Worlds". En speciell version av albumet som innehöll två skivor släpptes senare.
Albumet följdes senare upp av Hannah Montana 2, Hannah Montana: The Movie, Hannah Montana 3 och Hannah Montana Forever.

## 2-Disc Special Edition Soundtrack
Hannah Montana 2-Disc Special Edition Soundtrack släpptes den 20 mars 2007. Den levererades i en holografisk silver box och inkluderade:
- Det originella soundtracket
- Bonusspår: "Nobody's Perfect" från soundtracket till säsong två.
- 4 signerade foton av Miley Cyrus
- En speciell kod för att ladda ner en ringsignal av "This Is the Life"
- En DVD som innehåller musikvideon till "Nobody's Perfect", en 30 minuter lång special "Hannah Montana: Backstage Secrets", och en trailer för den nya DVD:n, Hannah Montana: Pop Star Profile.

## Låtlista
| Nr  | Titel                                                | Kompositör                                  | Producent(er)                  | Längd |
| --- | ---------------------------------------------------- | ------------------------------------------- | ------------------------------ | ----- |
| 1.  | The Best of Both Worlds                              | Matthew Gerrard, Robbie Nevil               | Gerrard, Jay Landers (exec.)   | 2:54  |
| 2.  | Who Said                                             | Gerrard, Nevil, Landers                     | Gerrard, Landers (exec.)       | 3:14  |
| 3.  | Just Like You                                        | Adam Watts, Andy Dodd                       | Watts, Dodd                    | 3:14  |
| 4.  | Pumpin' Up the Party                                 | Jamie Houston                               | Houston                        | 3:09  |
| 5.  | If We Were a Movie                                   | Jennie Lurie, Holly Mathis                  | Antonina Armato, Tim James     | 3:03  |
| 6.  | I Got Nerve                                          | Lurie, Ken Hauptman, Aruna Abrams           | Armato, James                  | 3:06  |
| 7.  | The Other Side of Me                                 | Gerrard, Nevil                              | Gerrard, Landers (exec.)       | 3:07  |
| 8.  | This Is the Life                                     | Lurie, Shari Short                          | Marco Marinangeli              | 2:58  |
| 9.  | Pop Princess (framförd av The Click Five)            | Ben Romans                                  | Mike Deneen                    | 4:24  |
| 10. | She's No You (framförd av Jesse McCartney)           | Gerrard, McCartney, Nevil                   | Gerrard                        | 3:33  |
| 11. | Find Yourself in You (framförd av Everlife)          | Gerrard, Amber Ross, Julia Ross, Sarah Ross | Gerrard                        | 3:35  |
| 12. | Shining Star (framförd av B5)                        | Maurice White, Larry Dunn, Philip Bailey    | Andrew Lane, Eddie Galan (co.) | 2:44  |
| 13. | I Learned from You (framförd av Miley och Billy Ray) | Steve Diamond, Gerrard                      | Gerrard                        | 3:25  |

| 14. | Nobody's Perfect (Hannah Montana) | Gerrard, Nevil | Gerrard | 3:20 |

| 1. | The Best of Both Worlds | 2:54 |
| 2. | Who Said                | 3:15 |
| 3. | Just Like You           | 3:14 |
| 4. | Pumpin' Up the Party    | 3:10 |
| 5. | The Other Side of Me    | 3:08 |

| 6. | Nobody's Perfect (Live)                      | 3:20  |
| 7. | Backstage Secrets                            | 30:00 |
| 8. | Hannah Montana: Pop Star Profile DVD Trailer |       |

## Listplaceringar
| Lista (2006)              | Topplacering | Försäljning | Certifieringar |
| ------------------------- | ------------ | ----------- | -------------- |
| Amerikanska albumlistan   | 1            | 3,700,000   | 3× Platina     |
| Australienska albumlistan | 35           | 35,000      | Guld           |
| Brasilianska albumlistan  | 6            | 50.000      | Guld           |
| Brittiska albumlistan     | 7            | 100,000     | Guld           |
| Colombianska albumlistan  | 2            | 10.000      | Guld           |
| Danska albumlistan        | 23           | -           | -              |
| Franska albumlistan       | 122          | 10,000      | -              |
| Kanadensiska albumlistan  | 3            | 50,000      | Guld           |
| Mexikanska albumlistan    | 23           | 50,000      | Guld           |
| Nederländska albumlistan  | 67           | -           | -              |
| Norska albumlistan        | 11           | 15,000      | Guld           |
| Nya Zeelands albumslista  | 22           | 7,500       | Guld           |
| Spanska albumlistan       | 14           | 50,000      | Guld           |
| Österrikiska albumlistan  | 14           | -           | -              |